# Ilobasco
Ilobasco – miasto w północnym Salwadorze, w departamencie Cabañas. Ludność (2007): 23,8 tys. (miasto), 61,5 tys. (gmina) - największe miasto departamentu. Rozwinął się tutaj przemysł spożywczy i włókienniczy. Miasto znane jest również z wyrobów garncarskich i z ceramiki.

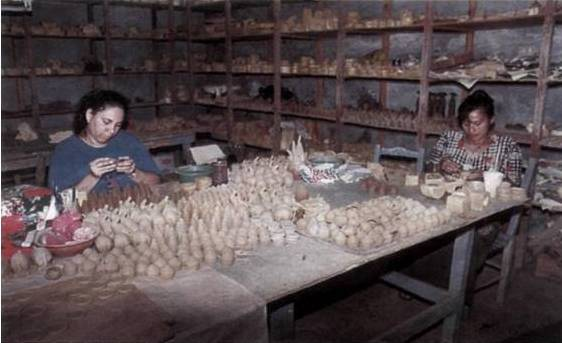
Warsztat garncarski w Ilobasco

.